# University of Limpopo
University of Limpopo är ett statligt universitet i Limpopo, Sydafrika.  